# 鐵幕行動
《鐵幕行動》（英語：The Courier）是一部2020年英美合拍的歷史驚悚劇情片，由多明尼克·庫克執導，湯姆·歐康納（Tom O’Connor）編寫劇本，講述由班奈狄克·康柏拜區飾演的英國商人葛雷維爾·韋恩於1960年代被秘密情報局招募，向蘇聯間諜奥列格·潘科夫斯基（米勒·尼尼茲飾演）傳遞消息。其他演員包括瑞秋·布羅斯納安、傑西·伯克利和安格斯·萊特。
《鐵幕行動》在2020年1月24日的日舞影展上舉行全球首映，當時命名為《鐵幕》（Ironbark，在部分上映國家仍使用）。後於2021年3月19日在美國上映，英國則於2021年5月17日上映。電影受到影評界普遍好評。

## 劇情
在冷戰時期，英國為了應對蘇聯的核武計劃，英國MI6間諜和來自美國的CIA的間諜與英國商人葛雷維爾·韋恩接觸，招募他假扮成俄羅斯線人奥列格·潘科夫斯基上校的商業夥伴，以獲取與運往古巴的蘇聯導彈有關的情報。
行動曝光後，韋恩和潘科夫斯基都被捕獲，潘科夫斯基承認叛國，同時堅稱作為傳遞員的韋恩對所傳遞的情報一無所知，這加深了韋恩自己的立場和對潘科夫斯基的信任。潘科夫斯基被處決並埋葬在一座未記名的墳墓中。韋恩最終在交換囚犯的行動中被釋放，被換取的是被英方監禁的俄羅斯間諜科伦·莫洛迪。

## 演員
- 班奈狄克·康柏拜區飾演葛雷維爾·韋恩（Greville Wynne），平凡的英國商人，曾到捷克和匈牙利做生意，因背景清白而被軍情六處找上，要其擔任英美與奥列格·潘科夫斯基之間的信差。
- 米勒·尼尼茲（英语：Merab Ninidze）飾演奥列格·潘科夫斯基（Oleg Penkovsky），格魯烏上校（英语：Colonel (Eastern Europe)），暗中為中央情報局提供情報，代號為「鐵塔木」（Ironbark）。
- 傑西·伯克利飾演希拉·韋恩（Sheila Wynne），葛雷維爾之妻。
- 瑞秋·布羅斯納安飾演艾蜜莉·唐納文（Emily Donovan），化名海倫·塔博（Helen Talbot），美國中央情報局探員，派駐英國與軍情六處合作。與迪基一同招攬葛雷維爾當信差，並擔任其聯絡員。
- 安格斯·萊特（英语：Angus Wright (actor)）飾演迪基·法蘭克斯（Dickie Franks），化名詹姆·杜平（James Dobie），軍情六處官員。與艾蜜莉一同招攬葛雷維爾當信差，並擔任其聯絡員。
- 奇爾·彼洛高夫（英语：Kirill Pirogov）飾演格里巴諾夫（Gribanov），克格勃探員，角色原型為彼得·伊萬諾維奇·伊瓦舒京。
- 瑪麗亞·米羅諾娃（英语：Maria Mironova）飾演薇拉·潘科夫斯基（Vera Penkovsky），奥列格之妻。
- 理查德·格拉維斯（英语：Richard Glaves）飾演候活（Howard），美國駐俄羅斯大使館職員，實為中央情報局探員。
- 愛麗絲·歐·伊雲（英语：Alice Orr-Ewing）飾演塔馬拉（Tamara），葛雷維爾和希拉的鄰居。
- 柴爾柯·伊凡奈克（英语：Željko Ivanek）飾演約翰·麥科恩（John McCone），美國中央情報局總監。
- 弗拉基米爾·楚普里科夫（俄语：Чуприков, Владимир Олегович）飾演尼基塔·赫魯曉夫 （Nikita Khrushchev），蘇聯共產黨第一書記。
- 彼得·克萊姆斯（英语：Petr Klimes）飾演彼得·謝苗諾維奇·波波夫（英语：Pyotr Semyonovich Popov），蘇聯格魯烏少校，暗中為中央情報局提供情報，於電影開首被處決。
- 翁德瑞·馬利（捷克語：Ondřej Malý (herec, 1966)）飾演瓦西里·米特羅欣（Vasili Mitrokhin），克格勃第一總局少校。

## 製作
2018年5月1日，據報導FilmNation Entertainment將製作湯姆·歐康納（Tom O’Connor）的電影劇本《鐵幕》（Ironbark），關於英國商人葛雷維爾·韋恩成為間諜執行任務的故事。班奈狄克·康柏拜區飾演葛雷維爾。多明尼克·庫克被聘來擔任電影導演，亞當·阿克蘭（Adam Ackland）、班·布朗寧（Ben Browning）、班·普格（Ben Pugh）和羅里·艾特肯（Rory Aitken）共同監製。製片公司也參與製作。
2018年10月，宣布瑞秋·布羅斯納安、傑西·伯克利、米勒·尼尼茲、安格斯·萊特和奇爾·彼洛高夫加入演出陣容。主要拍攝於2018年10月15日至2018年12月7日間，在倫敦進行。

## 音樂
電影配樂作曲由阿貝·柯贊尼奧斯基負責，湖岸娛樂於2021年3月19日發行原聲帶。
| 曲目列表 | 曲目列表                     | 曲目列表 |
| 曲序     | 曲目                         | 时长     |
| -------- | ---------------------------- | -------- |
| 1.       | Spies and Typewriters        | 2:23     |
| 2.       | Iron Curtain                 | 2:22     |
| 3.       | First Contact                | 2:01     |
| 4.       | Greville                     | 1:34     |
| 5.       | Secret Meeting               | 2:15     |
| 6.       | Prelude                      | 1:30     |
| 7.       | It Has to Be You             | 3:06     |
| 8.       | Eyes of the State            | 2:07     |
| 9.       | Cigarettes                   | 2:08     |
| 10.      | Cuban Missiles               | 1:05     |
| 11.      | Our Last Trip to Moscow      | 4:02     |
| 12.      | I Have a Light Day           | 1:18     |
| 13.      | Trenchcoats vs. KGB          | 3:04     |
| 14.      | Arrested                     | 2:25     |
| 15.      | Cold Soup                    | 2:11     |
| 16.      | Breakdown                    | 1:32     |
| 17.      | When You Come Home           | 1:04     |
| 18.      | Maybe We Are Only Two People | 4:40     |
| 总时长： | 总时长：                     | 40:47    |

## 發行
《鐵幕行動》在2020年1月24日的日舞影展上舉行全球首映，當時命名為《鐵幕》。之後不久，路景影業和獅門取得美國發行權。改以新名稱《鐵幕行動》並排定2020年8月28日在美國上映。但因COVID-19疫情影響而延期至2020年10月16日。原定於2020年10月30日在英國上映，後改為2021年5月17日。美國上映日最終改為2021年3月19日。在臺灣，《鐵幕行動》由車庫娛樂取得發行權並定於2021年4月9日上映。

## 迴響

### 票房
美國首映週末，《鐵幕行動》在1433間戲院上映，票房收入190萬美元，位居當週票房排名第三。隔週獲得了100萬美元。

### 評價
《鐵幕行動》在影評界普遍取得正面的評價。在評論匯總媒體爛番茄上根據156條評論，電影新鮮度達87%，平均評分為6.9／10；該網站共識：「《鐵幕行動》透過令人激動的真實改編故事和班奈狄克·康柏拜區神經質的核心表演，帶來了一趟振奮人心的老式間諜冒險之旅。」Metacritic網站根據32位影評人而獲得64分（滿分100），象徵「普遍好評」。據PostTrak調查，達82%的觀眾對該片給予好評，其中62%的觀眾表示推薦。
《華盛頓郵報》的安·霍納迪（Ann Hornaday）從滿分四星中給了電影三星的評價：「《鐵幕行動》為老式的間諜驚悚片打造了一個巧妙、時尚的展台，這種驚悚片正越來越多變成可串流的串流媒體服務系列。它的謙虛和精心管理的雄心決定了它在每天這類電影都稀缺的時候的強力束裝。」《綜藝》的彼得·德布魯（Peter Debruge）稱該片為「紮實，或是說單調的間諜故事」並表示：「（《鐵幕行動》）與根據的真實事件相互掛勾且基礎歷史值得共享。」

## 外部連結
- 互联网电影数据库（IMDb）上《鐵幕行動》的资料（英文）